# Ян Гудек
Ян Гудек (англ. Jan Hudec) — канадський гірськолижник, олімпійський медаліст, призер чемпіонату світу. 
Бронзову олімпійську медаль Гудек виборов на Іграх 2014 року в Сочі в супергігантському слаломі.
Ян народився в Чехословаччині, але його батьки втекли до Західної Німеччини, ще коли він був дитиною. З 1986 року родина оселилася в Канаді.

## Зовнішні посилання
Досьє на сайті FIS [Архівовано 18 лютого 2014 у Wayback Machine.]